# Stefan Glowacz
Stefan Glowacz (* 22. března 1965 Tittmoning, Bavorsko) je německý horolezec a sportovní lezec, vicemistr světa, vítěz závodu Sportroccia a trojnásobný vítěz Rock Masteru v lezení na obtížnost. Založil firmu Red Chili, která vyrábí lezeckou obuv, oblečení a doplňky.

## Výkony a ocenění
V roce 1995 vydal Heinz Zak knihu Rock Stars, kde je mezi nejlepšími skalními lezci světa mezi deseti německými lezci.
- 1985: vítěz prvních mezinárodních závodů Sportroccia
- 1987, 1988: vítěz prvních dvou ročníků Rock Masteru v italském Arcu
- 2012: získal titul Climbing Ambassador by Aquafil na Rock Masteru v Arcu

### Skalní výstupy
- 1984: The Face, 10-, Frankenjura, Německo, 2. přelez
- 1987: Ninja, 5.13d, Japonsko, prvovýstup
- 1993: Public Enemy, 8b, OS, Cuenca, Španělsko

### Závodní výsledky
- 1992: Masters Chambery 1. místo

| Mistrovství světa | Mistrovství světa |
| Rok               | 1993              |
| ----------------- | ----------------- |
| Obtížnost         | 2                 |

| Sportroccia | Sportroccia |
| Rok         | 1985        |
| ----------- | ----------- |
| Obtížnost   | 1           |

| Arco Rock Master | Arco Rock Master | Arco Rock Master | Arco Rock Master |
| Rok              | 1987             | 1988             | 1992             |
| ---------------- | ---------------- | ---------------- | ---------------- |
| Obtížnost        | 1                | 1                | 1                |

### Filmy
- 1991: Výkřik z kamene, režie: Werner Herzog, Kanada/Německo/Francie, 105 min, hlavní role
- 2006: Facing Obsession